# Mon dieu que j'l'aime
Mon dieu que j'l'aime est une chanson de William Sheller.
Comme les autres titres de l'album Simplement paru en 1983, Sheller s'adjoint les services de la parolière Muriel Solal. Le 45 tours, paru en septembre 1984, est une nouvelle version studio. La face B est la version anglaise de la chanson : I Keep Movin'On.

## Clip
Le clip, réalisé par Jean-Pierre Berckmans, montre une déambulation nocturne du chanteur filmée en un seul plan-séquence. Il fut récompensé au MIDEM en 1985 par le prix de la meilleure réalisation européenne.